# Luca (film din 2021)
Luca este un film american de animație din 2021, animat pe computer produs de Pixar Animation Studios și distribuit de Walt Disney Studios Motion Pictures. Filmul a fost regizat de Enrico Casarosa, scris de Jesse Andrews și Mike Jones, produs de Andrea Warren și cu vocile lui Jacob Tremblay, Jack Dylan Grazer, Emma Berman, Saverio Raimondo, Marco Barricelli, Maya Rudolph, Jim Gaffigan, Peter Sohn, Lorenzo Crisci, Marina Massironi și Sandy Martin.

## Povestea
Luca, un băiețel simpatic, trăiește o vară de neuitat în Italia, plină de paste și nenumărate plimbări pe scuter. Luca împărtășește aceste aventuri cu noul său cel mai bun prieten, dar toată distracția este amenințată de un secret profund ținut: el este un monstru marin dintr-o altă lume, chiar de sub suprafața oceanului.

## Distribuție
- Jacob Tremblay - Luca Paguro[5][6][7][7]
- Jack Dylan Grazer - Alberto Scorfano[5][6]
- Emma Berman - Giulia Marcovaldo[5][6][7]
- Saverio Raimondo - Ercole Visconti[8][7][9][10]
- Maya Rudolph - Daniela Paguro[6][7]
- Marco Barricelli - Massimo Marcovaldo[6][7]
- Jim Gaffigan - Lorenzo Paguro[6][7][11]
- Peter Sohn și Lorenzo Crisci - Ciccio și Guido
- Sandy Martin - Bunica Paguro[12][7]